# Didactylia turbida
Didactylia turbida är en skalbaggsart som beskrevs av Wilhelm Ferdinand Erichson 1843. Didactylia turbida ingår i släktet Didactylia och familjen Aphodiidae. Inga underarter finns listade i Catalogue of Life.